# مايو 2018
مايو 2018 هو الشهر الخامس من عام 2018. بدأ الشهر يوم الثلاثاء، وانتهى يوم الخميس بعد 31 يومًا.

## بوابة:أحداث جارية
| \| 1 مايو 2018 (الثلاثاء) \| عدل \| تاريخ \| راقب \| تصفح \| |     |       |      |      |
| - تنظيم الدولة الإسلامية (داعش) ينشر فيديو يُظهر فيه لحظة قتل رجل بتفجير قنبلة على مقربة منه وذلك في مخيم اليرموك بالعاصمة السورية دمشق. - بوكو حرام يتبنى هجوما على مسجد في موبي بنيجيريا خلَّف ما لا يقل عن 24 شخصا. - حركة الجهاد الإسلامي في فلسطين تنشر فيديو يظهر فيه المتحدث السابق باسم جيش الدفاع الإسرائيلي يؤاف مردخاي وهو يُناقش سفير المملكة المتحدة لدى إسرائيل دافيد كويري حول الاحتجاجات الأخيرة على الحدود مع قطاع غزة. - انفجار في الموصل بالعراق يستبب في وفاة وجرح 7 من رجال الشرطة. - الممثلة الأمريكية آشلي جود ترفع دعوى قضائية ضد هارفي واينستين تتهمه فيها بالتحرش الجنسي. - المغرب يقطع علاقاته الدبلوماسية مع إيران بسبب تدريب حزب الله اللبناني-الإيراني لعناصر من جبهة البوليساريو في الجزائر. - إيران تقوم بحظر استعمال تطبيق تلغرام على خلفية قضايا متعلقة بالأمن والسلامة. |     |       |      |      |
| 1 مايو 2018 (الثلاثاء) | عدل | تاريخ | راقب | تصفح |

| 1 مايو 2018 (الثلاثاء) | عدل | تاريخ | راقب | تصفح |

| \| 2 مايو 2018 (الأربعاء) \| عدل \| تاريخ \| راقب \| تصفح \|                                                         |     |       |      |      |
| - مقتل 14 شخصًا وجرح 19 آخرين إثر هجوم انتحاري استهدف مقر المفوضية الوطنية العليا للانتخابات بالعاصمة الليبية طرابلس. |     |       |      |      |
| 2 مايو 2018 (الأربعاء)                                                                                               | عدل | تاريخ | راقب | تصفح |

| 2 مايو 2018 (الأربعاء) | عدل | تاريخ | راقب | تصفح |

| \| 3 مايو 2018 (الخميس) \| عدل \| تاريخ \| راقب \| تصفح \|                 |     |       |      |      |
| - مقتل أكثر من 150 شخصًا وإصابة 150 آخرين جراء عاصفة رملية ضربت شمال الهند. |     |       |      |      |
| 3 مايو 2018 (الخميس)                                                       | عدل | تاريخ | راقب | تصفح |

| 3 مايو 2018 (الخميس) | عدل | تاريخ | راقب | تصفح |

| \| 4 مايو 2018 (الجمعة) \| عدل \| تاريخ \| راقب \| تصفح \| |     |       |      |      |
| - ثوران بركان كيلاويا في هاواي يؤدي إلى وقوع زلزال بلغت شدته 6.9 درجة على مقياس درجة العزم. - الأكاديمية الملكية السويدية تقرر تأجيل جائزة نوبل في الأدب لهذا العام إلى عام 2019. |     |       |      |      |
| 4 مايو 2018 (الجمعة) | عدل | تاريخ | راقب | تصفح |

| 4 مايو 2018 (الجمعة) | عدل | تاريخ | راقب | تصفح |

| \| 5 مايو 2018 (السبت) \| عدل \| تاريخ \| راقب \| تصفح \| |     |       |      |      |
| - الجيش الإسرائيلي يُفجر سيارة مفخخة في دير البلح بقطاع غزة مما تسبب في وفاة 6 أشخاص، وحركة حماس تتوعد إسرائيل بالرد. - الشرطة الروسية تعتقل حوالي 1600 شخص خلال احتجاجات مناهضة للحكومة بما في ذلك المعارض الشهير أليكسي نافالني. - آلاف الأشخاص يحتجون وسط باريس ضد سياسات الرئيس إيمانويل ماكرون وذلك بحضور أزيد من 2000 شرطي فرنسي لضمان الأمن والسلامة. |     |       |      |      |
| 5 مايو 2018 (السبت) | عدل | تاريخ | راقب | تصفح |

| 5 مايو 2018 (السبت) | عدل | تاريخ | راقب | تصفح |

| \| 6 مايو 2018 (الأحد) \| عدل \| تاريخ \| راقب \| تصفح \| |     |       |      |      |
| - الجيش الإسرائيلي يفتح النيران على مجموعة شبان فلسطينيين حاولوا اجتياز السياج الأمني على الحدود مع قطاع غزة مما أدى إلى وفاة ثلاثة وجرح اثنين آخرين. - تفجير مسجد في خوست بأفغانستان يؤدي إلى مقتل 14 شخص وإصابة 33 آخرين. - سيول مائية كبيرة تقطع الطريق وتُخلف أضرار مادية كبيرة في أنقرة عاصمة تركيا. - توجه المواطنين اللبنانيين لصناديق الاقتراع وذلك في إطار الانتخابات التشريعية التي كان من المفترض أن تجري في 2013. |     |       |      |      |
| 6 مايو 2018 (الأحد) | عدل | تاريخ | راقب | تصفح |

| 6 مايو 2018 (الأحد) | عدل | تاريخ | راقب | تصفح |

| \| 7 مايو 2018 (الإثنين) \| عدل \| تاريخ \| راقب \| تصفح \| |     |       |      |      |
| - حركة حماس تتهم الحكومة في إسرائيل بتشديد الخناق على قطاع غزة من أجل إفشال مشروع العودة. - دولة باراغواي تُعلن نيتها نقل سفارتها من تل أبيب إلى القدس بحلول نهاية شهر ماي. |     |       |      |      |
| 7 مايو 2018 (الإثنين) | عدل | تاريخ | راقب | تصفح |

| 7 مايو 2018 (الإثنين) | عدل | تاريخ | راقب | تصفح |

| \| 8 مايو 2018 (الثلاثاء) \| عدل \| تاريخ \| راقب \| تصفح \| |     |       |      |      |
| - حزب المؤتمر الشعبي العام جنبا إلى جنب مع التجمع اليمني للإصلاح والحراك الجنوبي يُنظمون احتجاجات كبيرة رفضا لاستيلاء الإمارات على جزيرة سقطرى. - ظهور نوع جديد من مرض فيروس إيبولا يتسبَّب في مقتل 17 شخصا في جمهورية الكونغو الديمقراطية. - للمرة الثانية في ظرف شهرين، زعيم كوريا الشمالية كم جونغ أون يلتقي رئيس جمهورية الصين شي جين بينغ لكن هذه المرة في داليان. - رئيس الولايات المتحدة يُعلن نيته انسحاب بلاده من الاتفاق النووي المبرم مع إيران. - البرلمان الأرميني يختار بعد التصويت زعيم المعارضة نيكول باشينيان كرئيس وزراء جديد لدولة أرمينيا وذلك عقب الاحتجاجات التي اجتاحت البلاد. |     |       |      |      |
| 8 مايو 2018 (الثلاثاء) | عدل | تاريخ | راقب | تصفح |

| 8 مايو 2018 (الثلاثاء) | عدل | تاريخ | راقب | تصفح |

| \| 9 مايو 2018 (الأربعاء) \| عدل \| تاريخ \| راقب \| تصفح \| |     |       |      |      |
| - اندلاع اشتباكات عنيفة بين كل من سوريا وإيران (فيلق القدس بالدرجة الأولى) من جهة ثم إسرائيل من جهة ثانية في مرتفات الجولان المحتلة، وشهدت الاشتباكات تبادلا للصواريخ بين الطرفين. - انفجار حافلة في ساحة المرجة في دمشق بسوريا؛ مما تسبَّب في وفاة شخصين وإصابة أربعة عشر آخرين. - هجومان "إرهابيان" يستهدفان مقرا للشرطة في العاصمة الأفغانية كابول ويُخلفان خمسة قتلى وإصابة ستة عشر آخرين. تنظيم الدولة الإسلامية (داعش) يتبنى الهجوم الأول في حين تبنت حركة طالبان الهجوم الثاني. - فيضان يضرب كينيا ويتسبب في مقتل 47 شخص مقابل جرح 2000 آخرين. - وزير الخارجية الأمريكيمايك بومبيو يتمكن من إقناع السلطات في كوريا الشمالية بإطلاق سراح ثلاث مسجونين بتهمة التخابر للأمريكان. - نواب في البرلمان الإيراني يقومون بحرق علم الولايات المتحدة ويرقصون تحت إيقاع الموت لأمريكا وذلك عقب انسحاب هذه الأخيرة من الاتفاق النووي مع إيران. |     |       |      |      |
| 9 مايو 2018 (الأربعاء) | عدل | تاريخ | راقب | تصفح |

| 9 مايو 2018 (الأربعاء) | عدل | تاريخ | راقب | تصفح |

| \| 10 مايو 2018 (الخميس) \| عدل \| تاريخ \| راقب \| تصفح \| |     |       |      |      |
| - انفجار في مركز تسوق في شبيلي السفلى بالصومال يُخلف خمسة قتلى وإصابة عشرة آخرون. - وزارة الخزانة الأمريكية تفرض عقبوبات جديدة على ست أشخاص وثلاث شركات تنشط في الإمارات وتابعة بشكل مباشر أو غير مباشر ليفلق القدس. - رئيس الولايات المتحدة الأمريكية دونالد ترامب يُعلن تاريخ 12 يونيو من العام 2018 موعدا لالتقائه بزعيم كوريا الشمالية كم جونغ أون ويُحدد سنغافورة كمكان عقد الموعد. - فوز تحالف مهاتير محمد في الانتخابات العامة الماليزية بأغلبية 125 مقعدا ليُصبح بذلك رئيس وزراء ماليزا للمرة الثانية له. |     |       |      |      |
| 10 مايو 2018 (الخميس) | عدل | تاريخ | راقب | تصفح |

| 10 مايو 2018 (الخميس) | عدل | تاريخ | راقب | تصفح |

| \| 11 مايو 2018 (الجمعة) \| عدل \| تاريخ \| راقب \| تصفح \| |     |       |      |      |
| - الجيش الإسرائيلي يستهدف مجددا المتظاهرين الفلسطينيين على حدود قطاع غزة بالغاز المسيل للدموع. - مصر تُعلن فتح معبر رفح لمدة 4 أيام ابتداء من يوم السبت المقبل لمرور الحالات الإنسانية الصعبة والمستعجلة. - سبيس إكس تُعلن عن إطلاق قمر صناعي للاتصالات وذلك بهدف اكتشاف المدار الجغرافي الثابت من قاعدة كيب كانافيرال للقوات الجوية في الولايات المتحدة. |     |       |      |      |
| 11 مايو 2018 (الجمعة) | عدل | تاريخ | راقب | تصفح |

| 11 مايو 2018 (الجمعة) | عدل | تاريخ | راقب | تصفح |

| \| 12 مايو 2018 (السبت) \| عدل \| تاريخ \| راقب \| تصفح \| |     |       |      |      |
| - إسرائيل تُغلق معبر كرم أبو سالم بعد محاولة متظاهرين فلسطينيين اقتحامه وذلك في الأحداث التي صاحبت احتجاجات يوم الأرض. - "ادعاء" القوات الجوية الإسرائيلية بتدمير نفق تابع لحركة حماس (التي تُصنفها كجماعة إرهابية) يمتد على طول أزيد من كيلومتر في بيت حانون. - مقتل شخصين (بما في ذلك منفذ الهجوم) وإصابة أربعة آخرين في هجوم بسكين في العاصمة الفرنسية باريس. - فوز المغنية الإسرائيلية نيتا بارزيلاي بمسابقة الأغنية الأوروبية نسخة 2018 والتي نُظمت في لشبونة بالبرتغال. - توجه الناخبين العراقيين للاقتراع وذلك في إطار الانتخابات التشريعية الرابعة التي تشهدها البلاد منذ الغزو الأمريكي. |     |       |      |      |
| 12 مايو 2018 (السبت) | عدل | تاريخ | راقب | تصفح |

| 12 مايو 2018 (السبت) | عدل | تاريخ | راقب | تصفح |

| \| 13 مايو 2018 (الأحد) \| عدل \| تاريخ \| راقب \| تصفح \| |     |       |      |      |
| - مقتل 13 شخص وإصابة أزيد من 40 آخرون بعد سلسلة تفجيرات استهدفت مدينة سورابايا في إندونيسيا. - اندلاع احتجاجات كبيرة ضد الرئيس الفرنسي إيمانويل ماكرون عقب قيام الحكومة بخصخصة الشركة الوطنية للسكك الحديدية. - مانشستر سيتي يُحقق رقما قياسيا جديدا في الدوري الإنجليزي الممتاز ببلوغه للنقطة المائة بعد فوزه بهدف نظيف على نظيره ساوثهامبتون. |     |       |      |      |
| 13 مايو 2018 (الأحد) | عدل | تاريخ | راقب | تصفح |

| 13 مايو 2018 (الأحد) | عدل | تاريخ | راقب | تصفح |

| \| 14 مايو 2018 (الإثنين) \| عدل \| تاريخ \| راقب \| تصفح \| |     |       |      |      |
| - واشنطن تفتتح سفارتها بالقدس بحضور 32 دولة من بينهم التشيك والمجر ورفض دول أخرى الحضور كبريطانيا، ألمانيا، النمسا ومعظم دول الاتحاد الأوروبي في مقابل تحفظ كل من تركيا مصر وروسيا، ويأتي هذا الحدث تزامنا مع الذكرى السبعين لاحتلال فلسطين. - وزارة الصحة الفلسطينية تُؤكد على استشهاد أزيد من 52 فلسيطيني من بينهم طفلين اثنين وأكثر من 2000 مصاب أثناء الاحتجاجات المنددة بنقل السفارة الأمريكية للقدس. - البرلمان الكتالوني يُصوت على كويم تورا لشغل منصب رئيس الإقليم وذلك عقب تصويت صوَّت فيه 66 نائبا بنعم مقابل 65 بلا وغياب لـ 4 آخرون. |     |       |      |      |
| 14 مايو 2018 (الإثنين) | عدل | تاريخ | راقب | تصفح |

| 14 مايو 2018 (الإثنين) | عدل | تاريخ | راقب | تصفح |

| \| 15 مايو 2018 (الثلاثاء) \| عدل \| تاريخ \| راقب \| تصفح \| |     |       |      |      |
| - وزارة الخزانة الأمريكية تفرض عقوبات جديدة على أشخاص وشخصيات من إيران لعل أبرزهم محافظ البنك المركزي الإيراني ولي الله سيف وذلك بسبب دعم الحرس الثوري الإيراني جنبا إلى جنب مع فيلق القدس حزب الله الذي ينشط بشكل كبير في لبنان وسوريا. - مقتل فلسطينين اثنين متأثرين بجراح بليغة أُصيبا بها في اليوم السابق الموافق لـ 14 مايو 2018 وذلك في إطار الاحتجاجات على الحدود في غزة. - عقد جلسة طارئة لمجلس الأمن وذلك بهدف مناقشة الأوضاع الأخيرة في قطاع غزة. - أنقرة عاصمة تركيا تطلب من السفير الإسرائيلي مغادرة البلاد على خلفية تعامل الجيش الإسرائيلي مع الأحداث الأخيرة في قطاع غزة، والخارجية الإسرائيلية ترد بالمثل بعدما طلبت من القنصل التركي المغادرة. - كوريا الشمالية تُلغي محادثات رفيعة المستوى مع جارتها الجنوبية بعد قيام هذه الأخيرة بمناورات عسكرية تحت تدريب قوات من الولايات المتحدة. |     |       |      |      |
| 15 مايو 2018 (الثلاثاء) | عدل | تاريخ | راقب | تصفح |

| 15 مايو 2018 (الثلاثاء) | عدل | تاريخ | راقب | تصفح |

| \| 16 مايو 2018 (الأربعاء) \| عدل \| تاريخ \| راقب \| تصفح \| |     |       |      |      |
| - كوريا الشمالية تُلغي محادثات رفيعة المستوى كان من المقرر إجراءها مع كوريا الجنوبية احتجاجا على التدربيات العسكرية المشتركة بين الولايات المتحدة وكوريا الجنوبية. - القضاء العسكري التونسي يحكم بالسجن المؤبد على الرئيس الأسبق زين العابدين بن علي. - هيومن رايتس ووتش تُؤكد على أن تقاعس الأمم المتحدة حيال غزة هو من شجَّع الانتهاكات الإسرائيلية. - مفوض الأمم المتحدة السامي لحقوق الإنسان يُؤكد على أن أفعال إسرائيل في سياق الأحداث الجارية في قطاع غزة ترقى إلى القتل العمد التي يُمكن ملاحقتها كجرائم حرب من قبل المحكمة الجنائية الدولية. - مقتل 7 مدنيين بينهم أطفال في قصف لقوات تابعة للحكومة السورية على ريف حماة الغربي. - أتلتيكو مدريد يُتوج بلقب الدوري الأوروبي نسخة 2018 على حساب أولمبيك مارسيليا بثلاثة أهداف نظيفة. |     |       |      |      |
| 16 مايو 2018 (الأربعاء) | عدل | تاريخ | راقب | تصفح |

| 16 مايو 2018 (الأربعاء) | عدل | تاريخ | راقب | تصفح |

| \| 17 مايو 2018 (الخميس) \| عدل \| تاريخ \| راقب \| تصفح \| |     |       |      |      |
| - تصويت الناخبين في بوروندي على استفتاء لتعديل الدستور مما سيسمح للرئيس الحالي بيير نكورونزيزا بالبقاء في سدة الحكم حتى عام 2034، ويأتي هذا في ضوء الاضطرابات التي تشهدها البلاد منذ عام 2015. - واشنطن تفرض عقوبات على أمين عام حزب الله حسن نصر الله ونائبه نعيم قاسم في لبنان. - غارتان جويتان إسرائيليتان تستهدفان مناطق شمال وغرب مدينة غزة دون وقوع ضحايا. - الدنمارك تُعلن سحب كافة قواتها الخاصة من العراق، وذلك عقب انتهاء الحرب ضد تنظيم الدولة الإسلامية (داعش). |     |       |      |      |
| 17 مايو 2018 (الخميس) | عدل | تاريخ | راقب | تصفح |

| 17 مايو 2018 (الخميس) | عدل | تاريخ | راقب | تصفح |

| \| 18 مايو 2018 (الجمعة) \| عدل \| تاريخ \| راقب \| تصفح \| |     |       |      |      |
| - عقد قمة استثنائية لمنظمة التعاون الإسلامي باسطنبول والخروج بخلاصها مفادها أن القدس عاصمة أبدية لفلسطين وأن نقل السفارة الأمريكية لا يُغير وضعها. - الأمم المتحدة تُصوت لصالح إرسال بعثة تحقيق خاصة في جرائم الحرب التي ارتكبها الجيش الإسرائيلي في حق المتظاهرين العُزل في قطاع غزة. - وزارة الخزانة الأمريكية تفرض عقوبات جديدة على فنزويلا. - 9 قتلى و10 جرحى آخرين في إطلاق نار داخل مدرسة ثانوية بولاية تكساس. - تحطم طائرة تابعة للخطوط الجوية الكوبية يتسبَّبُ في مقتل 110 شخصا ونجاة ثلاث نساء فقط. - الحكومة في ميانمار تُوافق على استقبال 1101 من الروهينغا الفارين لدولة بنغلاديش الحدودية. جذير بالذكر أن هناك حوالي 700.000 لاجئ من الروهينغا يعيشون في دولة بنغلاديش. |     |       |      |      |
| 18 مايو 2018 (الجمعة) | عدل | تاريخ | راقب | تصفح |

| 18 مايو 2018 (الجمعة) | عدل | تاريخ | راقب | تصفح |

| \| 19 مايو 2018 (السبت) \| عدل \| تاريخ \| راقب \| تصفح \| |     |       |      |      |
| - زفاف الأمير هاري وميغان ماركل في كنيسة القديس جورج بقلعة وندسور. - نادي تشيلسي يتفوق على مانشستر سيتي بهدف نظيف في ملعب ويمبلي ويُتوج بطلا لكأس الاتحاد. - آينتراخت فرانكفورت يتفوق على بايرن ميونيخ بثلاثة أهداف مقابل هدف وحيد في الملعب الأولمبي ببرلين ويُتوج بطلا لكأس ألمانيا. - اعتقال السلطات السعودية لمجموعة جديدة من الناشطين والناشطات في مجال حقوق الإنسان وذلك بتهمة التعامل و"التخابر" مع كيانات خارجية. - جماعة "سرايا الجهاد" تتبنى تفجيرات مطار حماة العسكري من خلال تفخيخ مستودعات الذخيرة وخزانات الوقود داخل حرم المطار، وقد أسفرت التفجيرات _حسب منفذي العملية_ عن مقتل أكثر من 50 شخصا من أفراد الجيش السوري وحلفائه. |     |       |      |      |
| 19 مايو 2018 (السبت) | عدل | تاريخ | راقب | تصفح |

| 19 مايو 2018 (السبت) | عدل | تاريخ | راقب | تصفح |

| \| 20 مايو 2018 (الأحد) \| عدل \| تاريخ \| راقب \| تصفح \|  |     |       |      |      |
| - حمم بركانية تُواصل التدفق من بركان كيلاويا في جزيرة هاواي. |     |       |      |      |
| 20 مايو 2018 (الأحد)                                        | عدل | تاريخ | راقب | تصفح |

| 20 مايو 2018 (الأحد) | عدل | تاريخ | راقب | تصفح |

| \| 21 مايو 2018 (الإثنين) \| عدل \| تاريخ \| راقب \| تصفح \| |     |       |      |      |
| - باراغواي تنقل سفارتها رسميا للقدس؛ لتكون بذلك ثالث دولة بعد كل من الولايات المتحدة وغواتيمالا تنقل سفارتها من تل أبيب إلى القدس. - الرئيس الأميركي دونالد ترامب يُوقع مرسوماً ينص على فرض مزيد من العقوبات الاقتصادية على فنزويلا. - الصين تُعلن أن جميع المساجد في البلاد يجب أن ترفع العلم الوطني وذك من أجل "تعزيز روح الوطنية" بين المسلمين. |     |       |      |      |
| 21 مايو 2018 (الإثنين) | عدل | تاريخ | راقب | تصفح |

| 21 مايو 2018 (الإثنين) | عدل | تاريخ | راقب | تصفح |

| \| 22 مايو 2018 (الثلاثاء) \| عدل \| تاريخ \| راقب \| تصفح \| |     |       |      |      |
| - تفجير "إرهابي" في مدينة قندهار جنوبي أفغانستان يتسبّّب في مقتل 16 شخصا وإصابة أزيد من 38 آخرين. - الحكومة السورية تُعلن "سيطرتها الكاملة" على دمشق وضواحيها وذلك بعد استعادة وإخلاء كل من مخيم اليرموك والحجر الأسود من أفراد تنظيم الدولة الإسلامية (داعش). - إسرائيل تُصبح أول بلد يستعمل طائرة من طراز لوكهيد مارتن إف-35 لايتنيغ الثانية في عملية عسكرية حقيقة وذلك بعد شنها لضربات جوية في سوريا. |     |       |      |      |
| 22 مايو 2018 (الثلاثاء) | عدل | تاريخ | راقب | تصفح |

| 22 مايو 2018 (الثلاثاء) | عدل | تاريخ | راقب | تصفح |

| \| 23 مايو 2018 (الأربعاء) \| عدل \| تاريخ \| راقب \| تصفح \| |     |       |      |      |
| - 4 قتلى و15 مصابا في تفجير منطقة الشعلة غربي بغداد. - البنك المركزي التركي يرفع من معدل السيولة النافذة من 13.5% إلى 16.5% في خطوة لمواجهة انخفاض قيمة الليرة التركية خلال الأسابيع الثلاث الأخيرة؛ مع الحفاظ على باقي الأسعار دون تغيير. - إيران تضع 7 شروط على الاتحاد الأوروبي الالتزام بها مقابل عدم انسحاب إيران نفسها من خطة العمل الشاملة المشتركة؛ وذلك عقب الخروج الأمريكي من الاتفاق النووي. واحد من هذه الشروط ينص بوضوح على ضرورة حماية المصالح الاقتصادية لإيران وعدم التدخل في مشروع صواريخها البالستية. |     |       |      |      |
| 23 مايو 2018 (الأربعاء) | عدل | تاريخ | راقب | تصفح |

| 23 مايو 2018 (الأربعاء) | عدل | تاريخ | راقب | تصفح |

| \| 24 مايو 2018 (الخميس) \| عدل \| تاريخ \| راقب \| تصفح \| |     |       |      |      |
| - الصاروخ الذي أسقط طائرة الركاب الماليزية عام 2014 انطلق من قاعدة روسية. - كوريا الشمالية تبدأ تفكيك موقع بونجي-ري للتجارب النووية. - مناخ جنوب آسيا الموسمي المُتغير يتسبب في مقتل 12 شخصا في سريلانكا. - بوركينا فاسو تقطع علاقاتها الدبلوماسية مع تايوان. - البيت الأبيض يُعلن إلغاء القمة المرتقبة بين ترامب وزعيم كوريا الشمالية في سنغافورة. - استهداف مطار الضبعة العسكري في سوريا بأربعة صواريخ من مقاتلات تابعة لسلاح الجو الإسرائيلي ممَّا أدى إلى اشتعال النيران في حرم المطار. |     |       |      |      |
| 24 مايو 2018 (الخميس) | عدل | تاريخ | راقب | تصفح |

| 24 مايو 2018 (الخميس) | عدل | تاريخ | راقب | تصفح |

| \| 25 مايو 2018 (الجمعة) \| عدل \| تاريخ \| راقب \| تصفح \| |     |       |      |      |
| - 6 قتلى و22 جريحا في انفجار سيارة ملغمة وسط مدينة بنغازي شرقي ليبيا. - ضبط 72 حقيبة أموال ومجوهرات في شقة رئيس وزراء ماليزيا السابق. - ماريانو راخوي يُؤكد من جديد أنه لن يستقيل وأن حركة لا للثقة هي سيئة وتذهب بالبلاد نحو حالة اللا استقرار. |     |       |      |      |
| 25 مايو 2018 (الجمعة) | عدل | تاريخ | راقب | تصفح |

| 25 مايو 2018 (الجمعة) | عدل | تاريخ | راقب | تصفح |

| \| 26 مايو 2018 (السبت) \| عدل \| تاريخ \| راقب \| تصفح \| |     |       |      |      |
| - الرئيس الكوري الجنوبي مون جاي إن يلتقي بنظيره الكوري الشمالي كيم جونغ أون في المنطقة المعزولة السلاح وذلك للمرة الثانية في أقل من شهر بهدف مناقشة القضايا العالقة بين البلدين. - 5 قتلى و13 جريحاً في غارات للتحالف العربي بقيادة السعودية على محطة شركة النفط في شارع الستين بصنعاء. - محكمة مصرية تقضي بإغلاق يوتيوب بعد بث فيلم يسيء لنبي الإسلام محمد. - ريال مدريد الإسباني يُتوج بطلا لدوري أبطال أوروبا للمرة الثالثة على التوالي والثالثة عشر في تاريخه وذلك عقب فوزه على نادي ليفربول الإنجليزي في النهائي بثلاثة أهداف مقابل هدف وحيد. |     |       |      |      |
| 26 مايو 2018 (السبت) | عدل | تاريخ | راقب | تصفح |

| 26 مايو 2018 (السبت) | عدل | تاريخ | راقب | تصفح |

| \| 27 مايو 2018 (الأحد) \| عدل \| تاريخ \| راقب \| تصفح \| |     |       |      |      |
| - رئيس وزراء اليابان ياسوهيرو ناكاسونه يحتفل اليوم بوصوله لمائة سنة. - جوزيبي كونتي يُعلن عن فشله في تشكيل حكومة جديدة في إيطاليا. - اعتقال الناشط السياسي المصري حازم عبد العظيم لأسباب غير واضحة. - محكمة الجنايات في القاهرة تمدد أجل الحكم على مرشد الإخوان المسلمين وآخرين في قضية أحداث البحر الأعظم لجلسة 29 يوليو. |     |       |      |      |
| 27 مايو 2018 (الأحد) | عدل | تاريخ | راقب | تصفح |

| 27 مايو 2018 (الأحد) | عدل | تاريخ | راقب | تصفح |

| \| 28 مايو 2018 (الإثنين) \| عدل \| تاريخ \| راقب \| تصفح \| |     |       |      |      |
| - سيرغي لافروف يُؤكد على أن الجيش العربي السوري وحده هو من يجب أن يتواجد عند حدود البلاد الجنوبية. - وزارة الصحة الفلسطينية تُؤكد على استشهاد فلسطيني وإصابة آخر جراء قصف إسرائيلي شمالي قطاع غزة. - البرلمان العراقي يدعو إلى إلغاء انتخابات الخارج والتصويت المشروط للنازحين في 4 محافظات فقط. |     |       |      |      |
| 28 مايو 2018 (الإثنين) | عدل | تاريخ | راقب | تصفح |

| 28 مايو 2018 (الإثنين) | عدل | تاريخ | راقب | تصفح |

| \| 29 مايو 2018 (الثلاثاء) \| عدل \| تاريخ \| راقب \| تصفح \| |     |       |      |      |
| - جمهورية جورجيا تقطع العلاقات الدبلوماسية مع سوريا على خلفية اعتراف دمشق باستقلال جمهوريتي أبخازيا وأوسيتيا الجنوبية. - اشتباكات فلسطينية-إسرائيلية على "الحدود" في قطاع غزة. - كتائب القسام وسرايا القدس تُعلنان مسؤوليتهما الكاملة عن إطلاق الصواريخ وقواذف الهاون باتجاه إسرائيل ردا على قصف سلاح الجو الإسرائيلي لمناطق في قطاع غزة. - واشنطن تدعو لعقد جلسة طارئة لمجلس الأمن "بعد إطلاق صواريخ من غزة على إسرائيل". - 3 قتلى في إطلاق نار بمدينة لييج البلجيكية بينهم شرطيان. - التليفزيون السعودي يُؤكد على أن ما ذكره الرئيس الفرنسي ماكرون حول احتجاز الحريري في السعودية غير صحيح، وأن المملكة كانت ولا تزال تدعم أمن واستقرار لبنان وتدعم الحريري بكافة الوسائل. - العثور على 11 جثة تحت أنقاض الأبنيّة المدمَّرة في مخيم اليرموك جنوب دمشق. - بابوا غينيا الجديدة تحظر فيسبوك لمدة شهر كامل وذلك بدعوى "القيام ببحوث اجتماعية حول آثار الشبكات الاجتماعية على السكان والقضاء على الحسابات الوهمية". - اغتيال الصحفي الروسي أركادي بابشينكو في منزله بكييف عاصمة أوكرانيا. |     |       |      |      |
| 29 مايو 2018 (الثلاثاء) | عدل | تاريخ | راقب | تصفح |

| 29 مايو 2018 (الثلاثاء) | عدل | تاريخ | راقب | تصفح |

| \| 30 مايو 2018 (الأربعاء) \| عدل \| تاريخ \| راقب \| تصفح \| |     |       |      |      |
| - أركادي بابشينكو الذي كان يُعتقد أنه اغتيل يوم أمس في كييف يظهر على التلفزيون الأوكراني ويُؤكد على أنه فعلا كانت هناك محاولة منظمة لاغتياله وأن جهاز الأمن الأوكراني أعلن عن مقتله لإحباط تلك المحاولة. - واشنطن تفرض عقوبات على ستة أفراد و3 كيانات إيرانية من بينها جماعة أنصار حزب الله وسجن إيفين. - محكمة سعودية تقضي بسجن الكاتب محمد الحضيف 5 سنوات. - عمال النفط في البرازيل يبدأون إضرابا لمدة 72 ساعة، وسط إضرابات مستمرة أخرى من سائقي الشاحنات. |     |       |      |      |
| 30 مايو 2018 (الأربعاء) | عدل | تاريخ | راقب | تصفح |

| 30 مايو 2018 (الأربعاء) | عدل | تاريخ | راقب | تصفح |

| \| 31 مايو 2018 (الخميس) \| عدل \| تاريخ \| راقب \| تصفح \| |     |       |      |      |
| - طالبان تنفي وجود مفاوضات سرية بينها وبين الحكومة الأفغانية. - تجدد القتال في مدينة درنة واستمرار الغارات من القوات التابعة لخليفة حفتر بهدف دخول المنطقة. - بشار الأسد يُؤكد على أن الجيش السوري سيُحرر المناطق التي تسيطر عليها قوات سوريا الديمقراطية بوجود الاميركيين أو بعدمه. - 4 قتلى و 6 جرحى بانفجار دراجة نارية مفخخة في مدينة جرابلس شمال سوريا. - 3 "شهداء" أطفال وعدة جرحى جراء انفجار في حي الميدان بمدينة أريحا جنوب إدلب. - مقتل عدد من خلايا وحدات حماية الشعب الكردية باشتباكات مع الجيش السوري الحر في أحراش قرتقلاق بناحية شران في عفرين بريف حلب. - زين الدين زيدان يستقيل من منصبه كمدرب لريال مدريد بطل دوري أبطال أوروبا لكرة القدم. - الولايات المتحدة الأمريكية تفرض تعريفات جمركية تصل إلى 25% على الصلب و10% على الألومنيوم القادمة من كل من كندا، المكسيك والاتحاد الأوروبي. - الاتحاد الأوروبي يُعلن أنه سيتخذ إجراءات مضادة ردا على الرسوم الأميركية المستحدثة على الحديد والألمنيوم. |     |       |      |      |
| 31 مايو 2018 (الخميس) | عدل | تاريخ | راقب | تصفح |

| 31 مايو 2018 (الخميس) | عدل | تاريخ | راقب | تصفح |